# シン・ヨンスク
シン・ヨンスク（申榮淑）は、韓国のミュージカル女優。極東大学演劇演技学科専任教授。大学で声楽を専攻し、1999年ミュージカル『明成皇后』でデビューした後、数多くのミュージカルで活動している。1999年から2007年まで約8年間、ソウル芸術団(Seoul Performing Arts Company)でしっかりした基本技を磨いて、その後はフリーランサーとして多くの著名なスタッフたちとミュージカルを成功させた。愛称は、ママニム。
2008年、ソウル芸術団から退団し『シスターソウル』のジョセファン役から始まり、『キャッツ』のグリザベラ、『モーツァルト!』の男爵夫人、『ハムレット』のガートルード、『二都物語』のドファルジュ夫人、『レベッカ』のダンヴァース夫人、『明成皇后』の明成皇后、ほかにも数多くのミュージカルを経ながら役者として腕を上げている。優れた外見や並外れた歌唱力、繊細な演技、そして観客を圧倒するカリスマで彼女の公演を見る観客を劇の世界に引き込んでいる。いつでも最高のパフォーマンスをする彼女は「鋼鉄の声帯を持つ人」、「安心して見られる俳優」とも呼ばれる。 ミュージカル『モーツァルト!』のヴァルトシュテッテン男爵夫人の「星から降る金」で驚異的な歌唱力を見せて「黄金のヨンスク」というニックネームまでできた。
初のミュージカルで名前の付いた役を演じたのは珍しいことだったが、『明成皇后』でマダムソンタク役に抜擢された。

## 出演作

### 舞台
- 明成皇后
  - 1999年 - マダムソンタク 役
  - 2015年 - 明成皇后 役
- 大舶
  - 2000年 - フンブ夫人 役
  - 2001年 - フンブ夫人 役
- テンペスト
  - 2000年 - エアリアル 役
  - 2001年 - エアリアル 役
  - 2002年 - トリンキュロー 役
- 高麗の朝
  - 2001年 - ヒェミョン姫 役
  - 2002年 - ヒェミョン姫 役
- 風の国
  - 2001年 - 精霊たち 役
  - 2002年 - 精霊たち 役
  - 2006年 - セリュ 役
  - 2007年 - セリュ 役
- ロミオ&ジュリエット
  - 2002年 - 乳母 役
  - 2005年 - 乳母 役
  - 2006年 - 乳母 役
  - 2009年 - キャピュレット夫人 役
- サウンド・オブ・ミュージック（2003年）- 修道院長 役
- クリスマス・キャロル
  - 2003年 - クラチット夫人 役
  - 2004年 - クラチット夫人 役
  - 2005年 - クラチット夫人 役
- 渦（2004年）
- 夏の夜の夢（2004年）- ヘレナ 役
- 嫁ぐ日（2004年）- ガッブニ 役
- バリ（2005年）- バリ皇女 役
- 古代の香り-舞天・散花歌（2005年）
- 爾（イ）（2006年）- 綠水（ノクス）役
- シスターソウル（2007年）- ジョセファン 役
- ヘアスプレー（2007年）- モーターマウス 役
- キャッツ
  - 2008年 - グリザベラ 役
  - 2009年 - グリザベラ 役
- 2008年 - 『ペテン師と詐欺師』、ミュリエル　役
- スパマロット（2010年）- 湖の貴婦人 役
- コロネーションボール（2010年）- ステラ・スポットライト/シディア 役
- モーツァルト!
  - 2010年 - ヴァルトシュテッテン男爵夫人 役
  - 2011年 - ヴァルトシュテッテン男爵夫人 役
  - 2014年 - ヴァルトシュテッテン男爵夫人 役
- ハムレット（2011年）- ガートルード 役
- ルドルフ（2012年）- ラリッシュ伯爵夫人 役
- 二都物語（2013年）- ドファルジュ夫人 役
- シャーロック・ホームズ（2012年）- ジェーン・ワトソン 役
- レベッカ
  - 2013年 - ダンヴァース夫人 役
  - 2014年 - ダンヴァース夫人 役
  - 2016年 - ダンヴァース夫人 役
- ガイズ&ドールズ（2013年）- アデレイド 役
- ファントム
  - 2015年 - マダムカルロッタ 役
  - 2016年 - マダムカルロッタ 役
- マンマミーア（2016年）- ドナ･シェリダン 役

### 映画
- 美女と野獣（吹替）（2017年）- マダム・ド・ガルドローブ 役

## 受賞歴
- 2010年
  - 第4回ザ・ミュージカル・アワード 助演女優賞
- 2013年
  - 第7回DAEGU INTERNATIONAL MUSICAL FESTIVAL（DIMF）今年のスター賞
- 2015年
  - 第9回DAEGU INTERNATIONAL MUSICAL FESTIVAL（DIMF）今年のスター賞
- 2016年
  - 第11回ゴールデンチケットアワード シーンスティラー賞
  - 第10回DAEGU INTERNATIONAL MUSICAL FESTIVAL（DIMF）今年のスター賞
- 2017年
  - 第12回ゴールデンチケットアワード ミュージカル女優賞
  - 第1回韓国ミュージカルアワード[3] 助演女優賞